# Roman Chynoranský
Roman Chynoranský (* 22. října 1965) je bývalý československý a český zápasník – judista.

## Sportovní kariéra
S judem začínal v Jičíně pod vedením Josefa Letošníka. Společně s dalším jičínským judistou Petrem Sýkorou patřil k velkým talentům československého juda. V roce 1984 narukoval na vojnu do Banské Bystrice, kde ve vojenském týmu Dukly zůstal do roku 1988. Před olympijskými hrami v Soulu přestoupil do pražského vysokoškolského klubu Slavia (USK) k Františku Jáklovi.
V roce 1989 se stal jedničkou v polostřední váze do 78 kg v reprezentaci vedené Vladimírem Bártou. Po úspěšném roce 1990 se však zranil a nestihl se dát dohromady pro start na domácí mistrovství Evropy v Praze v květnu 1991. V olympijské sezoně 1992 se do své staré formy nedostal a na olympijské hry v Barceloně se nekvalifikoval. Vzápětí se vrátil z Prahy do Jičína, kde s týmovými kolegy vytvořil silný ligový tým. Je držitel šesti titulů mistra republiky z let 1988-1994.
Civilním povoláním je policista a po skončení sportovní kariéry Česko reprezentoval na policejních mistrovství světa a Evropy.

### Výsledky
| Turnaj             | 1982 | 1983 | 1984                   | 1985                   | 1986                   | 1987                   | 1988                   | 1989                   | 1990                   | 1991                   | 1992                   |
| Turnaj             | 17   | 18   | 19                     | 20                     | 21                     | 22                     | 23                     | 24                     | 25                     | 26                     | 27                     |
| Turnaj             | −71  | −71  | −78 (polostřední váha) | −78 (polostřední váha) | −78 (polostřední váha) | −78 (polostřední váha) | −78 (polostřední váha) | −78 (polostřední váha) | −78 (polostřední váha) | −78 (polostřední váha) | −78 (polostřední váha) |
| ------------------ | ---- | ---- | ---------------------- | ---------------------- | ---------------------- | ---------------------- | ---------------------- | ---------------------- | ---------------------- | ---------------------- | ---------------------- |
| Olympijské hry     |      |      | —                      |                        |                        |                        | —                      |                        |                        |                        | —                      |
| Mistrovství světa  |      | —    |                        | —                      |                        | —                      |                        | 7.                     |                        | —                      |                        |
| Mistrovství Evropy | —    | —    | —                      | —                      | —                      | —                      | —                      | úč.                    | 5.                     | —                      | úč.                    |
| MS juniorů         |      | —    |                        |                        |                        |                        |                        |                        |                        |                        |                        |
| ME juniorů         | úč.  | —    | —                      | —                      |                        |                        |                        |                        |                        |                        |                        |

### Olympijské hry a mistrovství světa
| Olympijské hry a mistrovství světa | Olympijské hry a mistrovství světa | Olympijské hry a mistrovství světa | Olympijské hry a mistrovství světa | Olympijské hry a mistrovství světa | Olympijské hry a mistrovství světa | Olympijské hry a mistrovství světa | Olympijské hry a mistrovství světa |
| Kolo                               | Výsledek                           | Bilance                            | Soupeř                             | Výsledek                           | Datum                              | Turnaj                             | Místo                              |
| 1989 Mistrovství světa do 78 kg    | 1989 Mistrovství světa do 78 kg    | 1989 Mistrovství světa do 78 kg    | 1989 Mistrovství světa do 78 kg    | 1989 Mistrovství světa do 78 kg    | 1989 Mistrovství světa do 78 kg    | 1989 Mistrovství světa do 78 kg    | 1989 Mistrovství světa do 78 kg    |
| ---------------------------------- | ---------------------------------- | ---------------------------------- | ---------------------------------- | ---------------------------------- | ---------------------------------- | ---------------------------------- | ---------------------------------- |
| opravy                             | prohra                             | 3-2                                | Waldemar Legień (POL)              | ippon                              | 12. října 1989                     | Mistrovství světa                  | Bělehrad, Jugoslávie               |
| opravy                             | vítězství                          | 3-1                                | Džambalyn Ganbold (MGL)            |                                    | 12. října 1989                     | Mistrovství světa                  | Bělehrad, Jugoslávie               |
| čtvrtfinále                        | prohra                             | 2-1                                | Bašir Varajev (URS)                | ippon                              | 12. října 1989                     | Mistrovství světa                  | Bělehrad, Jugoslávie               |
| 1/16                               | vítězství                          | 2-0                                | Diego Rebello (ARG)                | koka                               | 12. října 1989                     | Mistrovství světa                  | Bělehrad, Jugoslávie               |
| 1/32                               | vítězství                          | 1-0                                | António Matias (POR)               | ippon                              | 12. října 1989                     | Mistrovství světa                  | Bělehrad, Jugoslávie               |

### Mistrovství Evropy
| Mistrovství Evropy               | Mistrovství Evropy               | Mistrovství Evropy               | Mistrovství Evropy               | Mistrovství Evropy               | Mistrovství Evropy               | Mistrovství Evropy               | Mistrovství Evropy               |
| Kolo                             | Výsledek                         | Bilance                          | Soupeř                           | Výsledek                         | Datum                            | Turnaj                           | Místo                            |
| 1992 Mistrovství Evropy do 78 kg | 1992 Mistrovství Evropy do 78 kg | 1992 Mistrovství Evropy do 78 kg | 1992 Mistrovství Evropy do 78 kg | 1992 Mistrovství Evropy do 78 kg | 1992 Mistrovství Evropy do 78 kg | 1992 Mistrovství Evropy do 78 kg | 1992 Mistrovství Evropy do 78 kg |
| -------------------------------- | -------------------------------- | -------------------------------- | -------------------------------- | -------------------------------- | -------------------------------- | -------------------------------- | -------------------------------- |
| opravy                           | prohra                           | 5-5                              | David de Vries (NED)             | ?                                | 10. května 1992                  | Mistrovství Evropy               | Paříž, Francie                   |
|                                  | vítězství                        | 5-4                              | Christos Kacinioridis (CYP)      | ?                                | 10. května 1992                  | Mistrovství Evropy               | Paříž, Francie                   |
| 1990 Mistrovství Evropy do 78 kg |                                  |                                  |                                  |                                  |                                  |                                  |                                  |
| o 3. místo                       | prohra                           | 4-4                              | Bertrand Amoussou (FRA)          | ?                                | 13. května 1990                  | Mistrovství Evropy               | Frankfurt nad Mohanem, Německo   |
| semifinále                       | prohra                           | 4-3                              | Bašir Varajev (URS)              | ?                                | 13. května 1990                  | Mistrovství Evropy               | Frankfurt nad Mohanem, Německo   |
| čtvrtfinále                      | vítězství                        | 4-2                              | António Matias (POR)             | ?                                | 13. května 1990                  | Mistrovství Evropy               | Frankfurt nad Mohanem, Německo   |
| 1/16                             | vítězství                        | 3-2                              | Frank Evensen (NOR)              | ?                                | 13. května 1990                  | Mistrovství Evropy               | Frankfurt nad Mohanem, Německo   |
| 1/32                             | vítězství                        | 2-2                              | Manuel Méndez (ESP)              | ?                                | 13. května 1990                  | Mistrovství Evropy               | Frankfurt nad Mohanem, Německo   |
| 1989 Mistrovství Evropy do 78 kg |                                  |                                  |                                  |                                  |                                  |                                  |                                  |
| opravy                           | prohra                           | 1-2                              | Anthonie Wurth (NED)             | ?                                | 13. května 1989                  | Mistrovství Evropy               | Helsinki, Finsko                 |
| čtvrtfinále                      | prohra                           | 1-1                              | Frank Wieneke (FRG)              | juko                             | 13. května 1989                  | Mistrovství Evropy               | Helsinki, Finsko                 |
| 1/16                             | vítězství                        | 1-0                              | Joan Enrich (ESP)                | jusei-gači                       | 13. května 1989                  | Mistrovství Evropy               | Helsinki, Finsko                 |